# Lissoclinum
Lissoclinum är ett släkte av sjöpungar som beskrevs av Addison Emery Verrill 1872. Lissoclinum ingår i familjen Didemnidae.

## Dottertaxa tillLissoclinum, i alfabetisk ordning[1][2]
- Lissoclinum abdominale
- Lissoclinum argyllense
- Lissoclinum aureum
- Lissoclinum badium
- Lissoclinum bilobatum
- Lissoclinum bistratum
- Lissoclinum caliginosum
- Lissoclinum calycis
- Lissoclinum caulleryi
- Lissoclinum coactum
- Lissoclinum conchylium
- Lissoclinum cornutum
- Lissoclinum diversum
- Lissoclinum durabile
- Lissoclinum fragile
- Lissoclinum japonicum
- Lissoclinum karenae
- Lissoclinum laneum
- Lissoclinum levitum
- Lissoclinum limosum
- Lissoclinum maculatum
- Lissoclinum mereti
- Lissoclinum multifidum
- Lissoclinum multitestis
- Lissoclinum nebulosum
- Lissoclinum notti
- Lissoclinum ostrearium
- Lissoclinum pacificense
- Lissoclinum patella
- Lissoclinum perforatum
- Lissoclinum philippinense
- Lissoclinum polyorchis
- Lissoclinum punctatum
- Lissoclinum ravarava
- Lissoclinum reginum
- Lissoclinum roseum
- Lissoclinum rubrum
- Lissoclinum scopulosum
- Lissoclinum sente
- Lissoclinum spongium
- Lissoclinum stellatum
- Lissoclinum taratara
- Lissoclinum tasmanense
- Lissoclinum textile
- Lissoclinum textrinum
- Lissoclinum timorense
- Lissoclinum triangulum
- Lissoclinum tuheiavae
- Lissoclinum tunicatum
- Lissoclinum wandeli
- Lissoclinum vareau
- Lissoclinum variabile
- Lissoclinum weigelei
- Lissoclinum verrilli
- Lissoclinum vulgare